# Legio IIII Italica
Die Legio IIII Italica war eine Legion der römischen Armee, die im 3. Jahrhundert aufgestellt wurde und bis ins 5. Jahrhundert bestand. Das Emblem der Legion ist nicht überliefert.

## Geschichte der Legion

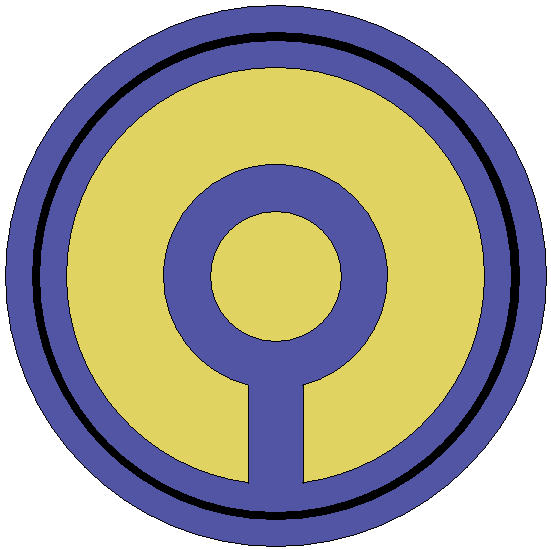
Schildbemalung der Quarta Italica um 400 n. Chr.

Severus Alexander stellte die Legio IIII Italica im Jahr 231 in der Region Transpadana (Norditalien) für einen Feldzug gegen die Sassaniden  auf. Ihr erster Tribunus militum Gaius Iulius Verus Maximinus, der spätere Kaiser Maximinus Thrax, sorgte persönlich für die „Grundausbildung“ der Rekruten. Andere Historiker gehen von einer Aufstellung der Legion erst zum Ende des 3. Jahrhunderts aus.
Die Legion unterstützte Maximinus bei seiner Thronbesteigung im Jahr 235. Zwischen 235 und 238 ließ Maximinus Thrax durch die jungen Rekruten seiner neuen Italica (per tirones iuventutis novae Italicae suae) bei Aquileia und Torviscosa Straßen bauen. Die IIII Italica nahm wahrscheinlich an Maximinus’ Feldzügen gegen die Alamannen und die „Barbaren“ an der Donau teil. Vermutlich gehörte sie zu den Truppen, mit denen der Kaiser 238 nach Aquileia zog. Gordian III. (238–244) verlegte die Legion nach Mesopotamia und unterstellte sie dem Statthalter Serapammon.
Im Zuge der Reformen des Kaisers Diokletian (284–305) wurde die Legio IIII Italica aus der Grenzverteidigung (Limitanei) Transtigritaniens herausgelöst und zu Pseudocomitatenses (Feldheer) befördert.
Die Quarta Italica war um 400 eine Legio pseudocomitatensis und unterstand dem Magister militum per Orientem.